# 片岡達也 (デザイナー)
片岡 達也（かたおか たつや、1973年2月13日 - ）は、日本の実業家、デザイナー。
1990年代にアメリカのタイヤホイールメーカーMHT Wheelsで、ファッションホイールデザイナーとして活動した。のちに群馬県太田市でクラフトビール「クロア」のプロデュース、製品デザインなど、保育ロボット「VEVO（ヴィーボ）」のデザイン、講演などを行う。

## 来歴
群馬県太田市出身。ロック・ミュージシャンとして上京するも、会社から方向性の違いで解雇。その後、2年間新宿での路上生活を経験する。
1996年にホイールブローカーの兄がいるアメリカに渡り、ついて行ったホイール工場のMHT Wheelsでダンボールに描いた落書きが社長の目に留まりデザイナーに抜擢され、MHT Wheelsの人気ブランドKAOTIK（ケオティック）のファッションホイールデザイナーとして活動し。その年のラスベガス、オートパーツの世界三大ショー特殊部品市場協会 (SEMA)で着目される。
2002年にフリーとなり、アメリカを拠点に15社のデザインを担当した。
2016年に群馬県太田市で地ビール・クラフトビール「クロア」のプロデュース・デザインを手がけ、独特なコンセプトや世界観がインターネットで話題となる。